# 25. januar
25. januar je 25. dan leta v gregorijanskem koledarju. Ostaja še 340 dni (341 v prestopnih letih).

## Dogodki
- 1348 – potres prizadene Koroško
- 1479 – Osmansko cesarstvo in Beneška republika podpišeta Konstantinopelski mirovni sporazum
- 1858 – prvič so zaigrali Poročno koračnico Felixa Mendelssohna
- 1904 – izhajati začne srbski časnik Politika
- 1918 – Avstro-Ogrska in Nemško cesarstvo zavrneta ameriške mirovne predloge
- 1924 – v Chamonixu se prično prve zimske olimpijske igre (sedme olimpijske igre)
- 1942 – Tajska napove vojno ZDA in Združenemu kraljestvu
- 1949 –
  - Jordanija si priključi Zahodni breg
  - ustanovljen Svet za vzajemno gospodarsko pomoč (SEV)
- 1961 – John F. Kennedy prisostvuje na prvi konferenci po televiziji v živo
- 1971 –
  - serijski morilci v skupini Charlesa Mansona spoznani za krive
  - ugandski general Idi Amin Dada izvede državni udar
- 1977 – v Odeillu v Pirenejih začne delovati prva elektrarna na sončno energijo
- 2010 – v morje ob Libanonski obali strmoglavi letalo Boeing 737, umre 83 potnikov in 7 članov posadke

## Rojstva
- 1627 – Robert Boyle, angleški fizik, kemik († 1691)
- 1736 – grof Joseph-Louis de Lagrange, italijansko-francoski matematik, astronom, mehanik († 1813)
- 1743 – Friedrich Heinrich Jacobi, nemški filozof († 1819)
- 1759 – Robert Burns, škotski pesnik († 1796)
- 1823 – Dan Rice, ameriški klovn († 1900)
- 1824 – Michael Madhusudan Datta, indijski pesnik, dramatik († 1873)
- 1831 – Štefan Pinter, pesnik in sodnik Gornjega Senika v Porabju († 1875)
- 1841 – John Arbuthnot Fisher, angleški admiral († 1920)
- 1866 – Števan Kovatš, madžarski pisatelj in zgodovinar, ki je pisal v prekmurskem (slovenskem) jeziku († 1945)
- 1874 – William Somerset Maugham, angleški pisatelj, dramatik († 1965)
- 1881 – Emil Ludwig, nemški pisatelj († 1948)
- 1882 – Adeline Virginia Stephen - Virginia Woolf, angleška pisateljica († 1941)
- 1886 – Gustav Heinrich Ernst Martin Wilhelm Furtwängler, nemški skladatelj, dirigent († 1954)
- 1898 – Alla Konstantinovna Tarasova, ruska gledališka igralka († 1973)
- 1899 – Paul-Henri Charles Spaak, belgijski državnik († 1972)
- 1910 – Viljo Revell, finski arhitekt († 1964)
- 1913 – Witold Lutosławski, poljski skladatelj († 1994)
- 1917 – Ilya Prigogine, belgijski fizik, kemik ruskega rodu, nobelovec 1977 († 2003)
- 1928 – Eduard Ševardnadze, gruzinski politik, predsednik († 2014)
- 1938 – Vladimir Semjonovič Visocki, ruski pevec, pesnik, gledališki, filmski igralec, pisatelj († 1980)
- 1956 – Johnny Cecotto, venezuelski dirkač formule 1 in motociklist
- 1981 – Toše Proeski, makedonski pevec († 2007)
- 1982 – Noemi, italijanska pevka
- 2000 – Remco Evenepoel, belgijski cestni kolesar

## Smrti
- 389 – Gregor Nazianški, teolog in carigrajski patriarh (* 329)
- 477 – Gajserik, kralj Vandalov (* 389)
- 1042 – Abad I., seviljski emir
- 1067 – cesar Yingzong, dinastija Song (* 1032)
- 1138 – protipapež Anaklet II. (* 1090)
- 1139 – Godfrej I. Louvainski, grof Louvaina, vojvoda Spodnje Lorene, et. al. (* 1060)
- 1199 – Jakub al-Mansur, almohadski kalif (* 1160)
- 1366 – Henrik Suzo, nemški mistik (* ok. 1300)
- 1431 – Karel II., zgornjelorenski vojvoda (* 1364)
- 1742 – Edmond Halley, angleški astronom, geofizik, matematik, fizik (14. januar - stari koledar) (* 1656)
- 1820 – Gia Long, vietnamski cesar (možen datum smrti tudi 3. februar) (* 1762)
- 1890 – Antonio Salviati, italijanski steklar (* 1816)
- 1916 – Jožef Baša Miroslav, slovenski pesnik in novinar na Madžarskem (* 1894)
- 1927 – Ivan Milev, bolgarski slikar (* 1897)
- 1947 – Alphonse Gabriel »Al« Capone, ameriški gangster (* 1899)
- 1954 – Manabendra Nath Roy, indijski filozof, marksist (* 1887)
- 1957 – Kijoši Šiga, japonski mikrobiolog (* 1871)
- 1990 – Ava Lavinia Gardner, ameriška filmska igralka (* 1922)
- 1994 – Stephen Cole Kleene, ameriški matematik, častnik, logik (* 1909)
- 2005 – Philip Johnson, ameriški arhitekt (* 1906)

## Prazniki in obredi
- spreobrnjenje svetega Pavla

## Goduje
- sveti Ananija iz Damaska